# Quentin Seedorf
Quentin Seedorf (Amsterdam, 14 settembre 2000) è un calciatore olandese, difensore dello Slavia Sofia.

## Biografia
È nipote dell'ex calciatore Clarence Seedorf.

## Caratteristiche tecniche
È un terzino sinistro.

## Carriera
Ha iniziato a giocare a calcio nelle giovanili di Almere City e Vitesse, collezionando con la squadra B dei gialloneri cinque presenze fra terza e quarta divisione. Nel 2019 è stato acquistato dallo Zagłębie Sosnowiec ed il 17 agosto ha debuttato a livello professionistico nell'incontro di I liga vinto 1-0 contro il Miedź Legnica. Ha segnato i suoi primi gol il 3 aprile 2021 realizzando una doppietta nella partita vinta 3-0 contro il Widzew Łódź.
Rimasto svincolato al termine della stagione 2021-2022, dopo oltre un anno senza squadra il 17 ottobre 2023 ha firmato con lo Slavia Sofia.

## Statistiche

### Presenze e reti nei club
Statistiche aggiornate al 14 marzo 2025.
| Stagione                  | Squadra                   | Campionato                | Campionato | Campionato | Coppe nazionali | Coppe nazionali | Coppe nazionali | Coppe continentali | Coppe continentali | Coppe continentali | Altre coppe | Altre coppe | Altre coppe | Totale | Totale | Totale |
| Stagione                  | Squadra                   | Comp                      | Pres       | Reti       | Comp            | Pres            | Reti            | Comp               | Pres               | Reti               | Comp        | Pres        | Reti        | Pres   | Reti   |        |
| ------------------------- | ------------------------- | ------------------------- | ---------- | ---------- | --------------- | --------------- | --------------- | ------------------ | ------------------ | ------------------ | ----------- | ----------- | ----------- | ------ | ------ | ------ |
| 2016-2017                 | Jong Vitesse              | 2D                        | 3          | 0          | -               | -               | -               | -                  | -                  | -                  | -           | -           | -           | 3      | 0      |        |
| 2017-2018                 | Jong Vitesse              | 3D                        | 1          | 0          | -               | -               | -               | -                  | -                  | -                  | -           | -           | -           | 1      | 0      |        |
| 2018-2019                 | Jong Vitesse              | 2D                        | 1          | 0          | -               | -               | -               | -                  | -                  | -                  | -           | -           | -           | 1      | 0      |        |
| Totale Jong Vitesse       | Totale Jong Vitesse       | Totale Jong Vitesse       | 5          | 0          |                 | -               | -               |                    | -                  | -                  |             | -           | -           | 5      | 0      |        |
| 2019-2020                 | Zagłębie Sosnowiec        | 1L                        | 11         | 0          | CP              | 0               | 0               | -                  | -                  | -                  | -           | -           | -           | 11     | 0      |        |
| 2020-2021                 | Zagłębie Sosnowiec        | 1L                        | 21         | 2          | CP              | 1               | 0               | -                  | -                  | -                  | -           | -           | -           | 22     | 2      |        |
| 2021-2022                 | Zagłębie Sosnowiec        | 1L                        | 25         | 3          | CP              | 1               | 0               | -                  | -                  | -                  | -           | -           | -           | 26     | 3      |        |
| Totale Zagłębie Sosnowiec | Totale Zagłębie Sosnowiec | Totale Zagłębie Sosnowiec | 57         | 5          |                 | 3               | 0               |                    | -                  | -                  |             | -           | -           | 59     | 5      |        |
| ott. 2023-2024            | Slavia Sofia              | 1L                        | 6          | 0          | CB              | 0               | 0               | -                  | -                  | -                  | -           | -           | -           | 6      | 0      |        |
| 2024-2025                 | Slavia Sofia              | 1L                        | 19         | 1          | CB              | 1               | 0               | -                  | -                  | -                  | -           | -           | -           | 20     | 1      |        |
| Totale carriera           | Totale carriera           | Totale carriera           | 86         | 6          |                 | 3               | 0               |                    | -                  | -                  |             | -           | -           | 89     | 6      |        |